# Ach Gott, wie manches Herzeleid BWV 58
Ach Gott, wie manches Herzeleid (in tedesco, "Oh Dio, quanta angoscia") BWV 58 è una cantata di Johann Sebastian Bach.

## Storia
La cantata Ach Gott, wie manches Herzeleid venne composta da Bach a Lipsia all'inizio del 1727 e venne eseguita il 5 gennaio dello stesso anno in occasione della seconda domenica dopo Natale. In seguito, la cantata venne replicata il 7 gennaio 1733. Il libretto è tratto da testi di Martin Moller per il primo movimento, di Martin Behm per il quinto, e da testi di autori sconosciuti per i rimanenti.
Il tema musicale deriva dall'inno Herr (oppure O) Jesu Christ, meins Lebens Licht, pubblicato nel 1455 all'interno del Liederbuch di Wolflin Lochamer.

## Struttura
La cantata è composta per soprano solista, basso solista, coro, violino I e II, oboe I e II, corno inglese I e II, viola e basso continuo ed è suddivisa in cinque movimenti:
1. Duetto: Ach Gott, wie manches Herzeleid, per soprano, basso e orchestra.
2. Recitativo: Verfolgt dich gleich die arge Welt, per basso e continuo.
3. Aria: Ich bin vergnügt in meinem Leiden, per soprano, violino solo e continuo.
4. Recitativo: Kann es die Welt nicht lassen, per soprano e continuo.
5. Aria: Wenn Sorgen auf mich dringen, per soprani e contralti, oboi d'amore, violino e continuo.
6. Corale: Ich hab für mir ein schwere Reis, per tutti.